# Tkies Chaf (1937)
Kties Chaf (jiddisch תקיעת כף, polnisch Ślubowanie, d. h. Gelöbnis) ist ein jiddischer Film von Henryk Szaro und Zygmunt Turkow von 1937 und ein Remake des Stummfilms Ktijes Chaf (1924). Der Film ist heute nicht mehr vollständig erhalten.
Nach einem Text des jiddischen Schriftstellers Perez Hirschbein wird das Leben armer Juden im Schtetl von Wilna erzählt.

## Handlung
Nach einer alten jüdischen Tradition wird vierzig Tage vor der Geburt eines Babys der zukünftige Ehegatte bestimmt. Zwei Freunde schließen daher einen heiligen Pakt, indem sie ihre neugeborenen Kinder Rachel und Jacob verloben. Der Garant dieser Verheißung soll der Prophet Elia selbst sein. Jahre vergehen, Rachels Vater stirbt, und die beiden Kinder, die nichts von dem Versprechen ihrer Väter wissen, treffen sich zum ersten Mal und verlieben sich. Rachel lebt jedoch bescheiden und ärmlich bei ihrer Mutter, während Jacob einen reichen Vater hat, der seinen einst geleisteten Schwur vergessen hat. Er will sein Wort brechen und besteht darauf, dass sein Sohn, wie er selbst, an der Vilnius Yeshiva studiert und Rachels reicher alter Vermieter besteht darauf, sie zu heiraten. Doch Jacob beschäftigt seine Liebe zu Rachel so sehr, dass er sein Studium vernachlässigt. Der Vater holt seinen Sohn nach Hause und verlobt ihn mit einer anderen Braut.
Diese Situation erzwingt das Eingreifen des Propheten Elia, der sieben Mal erscheint, jedes Mal in einer anderen Form. 
So erleidet der Vater immer mehr geschäftliche Einbußen und nach einem Waldbrand erinnert der Prophet Elia Jacobs Vater an die Notwendigkeit, die Gelübde zu erfüllen. Vater und Jacob kommen gerade in der Stadt an, als Rachels Hochzeitszeremonie mit dem reichen Vermieter im Gange ist. Rachel heiratet am Ende jedoch Jacob.

## Hintergrund
Der Film ist eine Neufassung des gleichnamigen Stummfilms von 1924 mit dem gleichen Produzent, Regisseur und Drehbuchautor und wurde durch den großen Erfolg von Yidl mitn Fidl inspiriert. Die Schauspieler kamen teilweise von diesem Film und von A briwele der mamen.
Basierend auf der gleichen Legende wie Salomon Anskys klassisches Theaterstück The Dybbuk bietet dieser Film das göttliche Eingreifen von Elijah und ein Happy End. Kties Chaf entstand 1937 am Vorabend des Holocaust und fängt authentische Szenen des jüdischen Schtetl-Lebens, jiddische Liebeslieder und den Konflikt zwischen Tradition und Moderne ein. Die Rolle der Rachel spielte die jiddische Theaterdiva Dina Halpern.
Die Ausschnitte des Nationalen Filmarchivs umfassen insgesamt 61 Minuten; In der erhaltenen Fassung sind der Vorspann und die Untertitel, die einzelne Akte trennen, auf Litauisch.